# ロレンツォ・リチャーズ
ロレンツォ・リチャーズ （Lorenzo Adolph Richard,  1904年4月24日 - 1993年）は、 Ren として知られ、20世紀の土壌物理学の分野の発展に最も貢献した人物の1人である 。コーネル大学で1931年に書いた博士論文は、土壌物理学の分野で最も有名な論文の1つである。
ダルシーの法則を発展させて、不飽和土壌の水分移動を記述する偏微分方程式を導いた。その式は、今ではリチャーズ式として広く知られ、使われている。